# Impasse des Maçons
L'impasse des Maçons  (en alsacien : Mürergässel) est une voie sans issue de Strasbourg, rattachée administrativement au quartier Centre, qui s'ouvre dans la rue Brûlée, entre le no 19 (hôtel de Klinglin) et le no 21.

## Origine du nom
La voie se trouve sur l'emplacement d'un « chantier des maçons », attesté depuis le Moyen Âge. 
En  1478 la Ville avait acheté ce terrain (le Mauerhof), en expropriant les artisans qui s'y étaient installés, puis y avait établi ses ateliers de maçonnerie et de taille de pierre, de même que les logements de ses chefs de chantiers (Werckmeister des Maurhoffs). 
En 1730 le préteur royal François-Joseph de Klinglin obtient le terrain pour y construire son hôtel, dont les travaux s'achèvent en 1736.
Dès 1381 la ruelle se nomme Badestubgasse an der Hovestatt, c'est-à-dire « rue des Étuves au chantier des Maçons ». Le thème des étuves persiste jusqu'au XVe siècle avec Badestubgesselin. Puis, en 1526, apparaît Klappergaesselin, comme l'une des quatre ou cinq venelles du même nom, dont la ruelle du Caquet qui existe toujours à la Krutenau. 
La thématique des maçons fait son retour avec Mauerhof Gässlein (1580), Mauerhofgaessel (1754), cul-de-sac de la cour des Maçons (1774), rue de la Cour des Maçons (1786, 1858), Mauerhof-Gässel (1817), cour des Maçons (1823), rue des Maçons (1849) et enfin impasse des Maçons (1856, 1918, 1945). 
À noter cependant un intermède avec la « ruelle de Dagobert », imposé au moment de la période révolutionnaire (1794) et une nouvelle dénomination allemande, Maurergässchen, au moment de l'occupation, en 1872 et 1940.

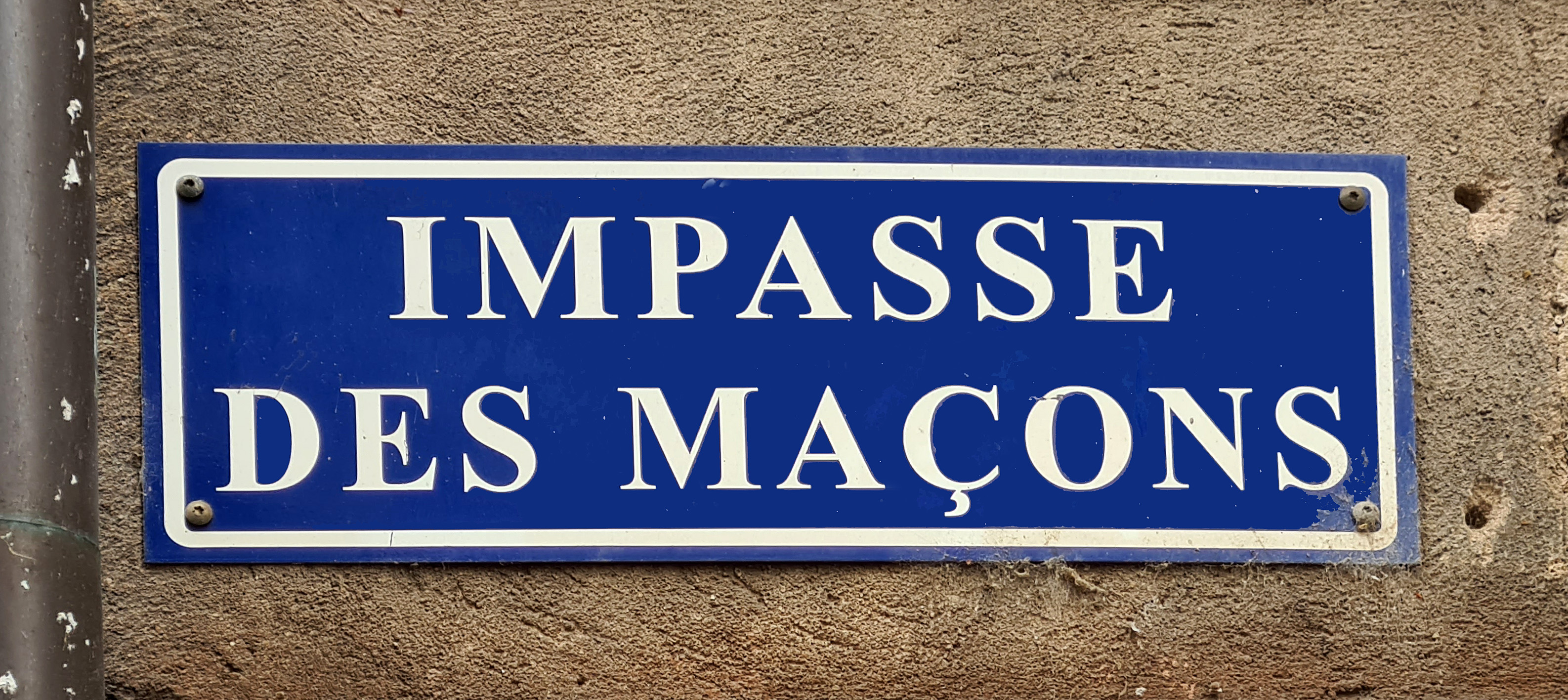
Plaque.

À partir de 1995, des plaques de rues bilingues, à la fois en français et en alsacien, sont mises en place par la municipalité lorsque les noms de rue traditionnels étaient encore en usage dans le parler strasbourgeois. Le nom de l'impasse  est alors sous-titré Mürergässel. 
En 2021, la plaque en alsacien a disparu, mais son ancien emplacement reste visible sur le mur qui fait l'angle avec le no 19 de la rue Brûlée.

## Bâtiments remarquables
Le côté gauche de l'impasse est occupé principalement par la façade orientale de l'hôtel de Klinglin, classé monument historique depuis 1970 et qui abrite l'hôtel de préfecture de la région Grand-Est et du Bas-Rhin. 
Un peu plus loin, une fontaine du XIXe siècle a été érigée sur l'emplacement d'un ancien puits communal du XVe siècle.

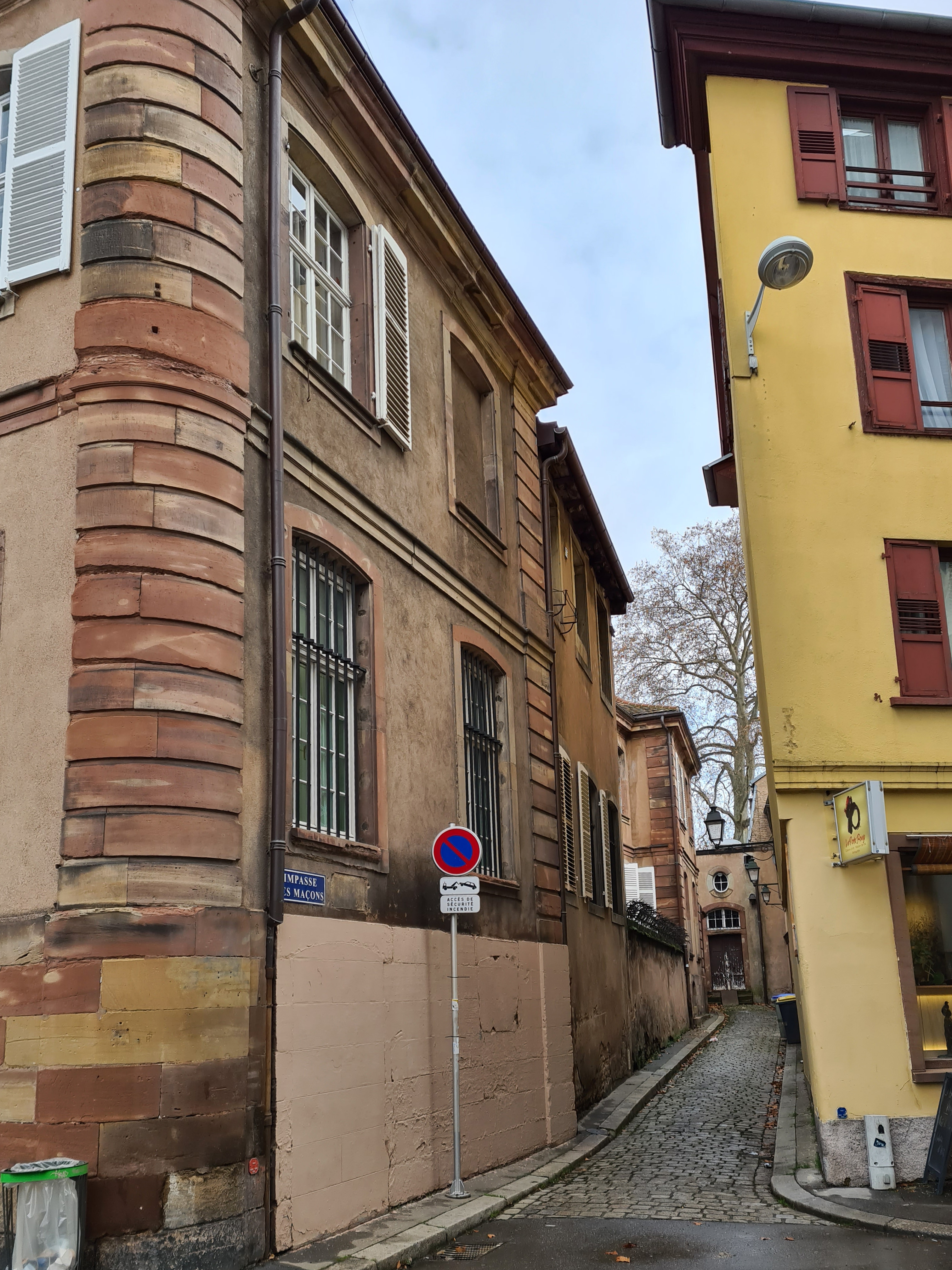
Hôtel de Klinglin, à gauche.
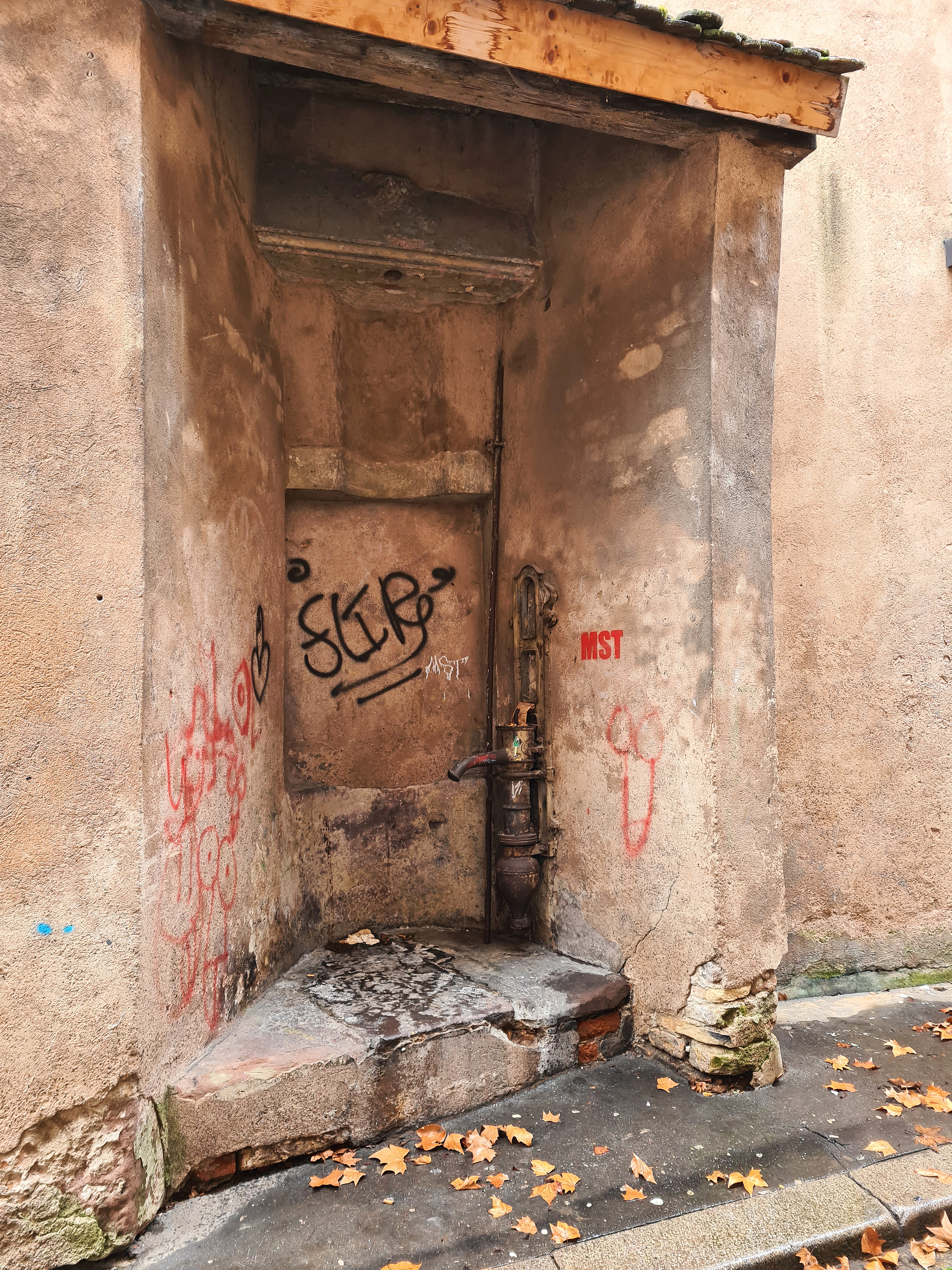
Emplacement de l'ancien puits.
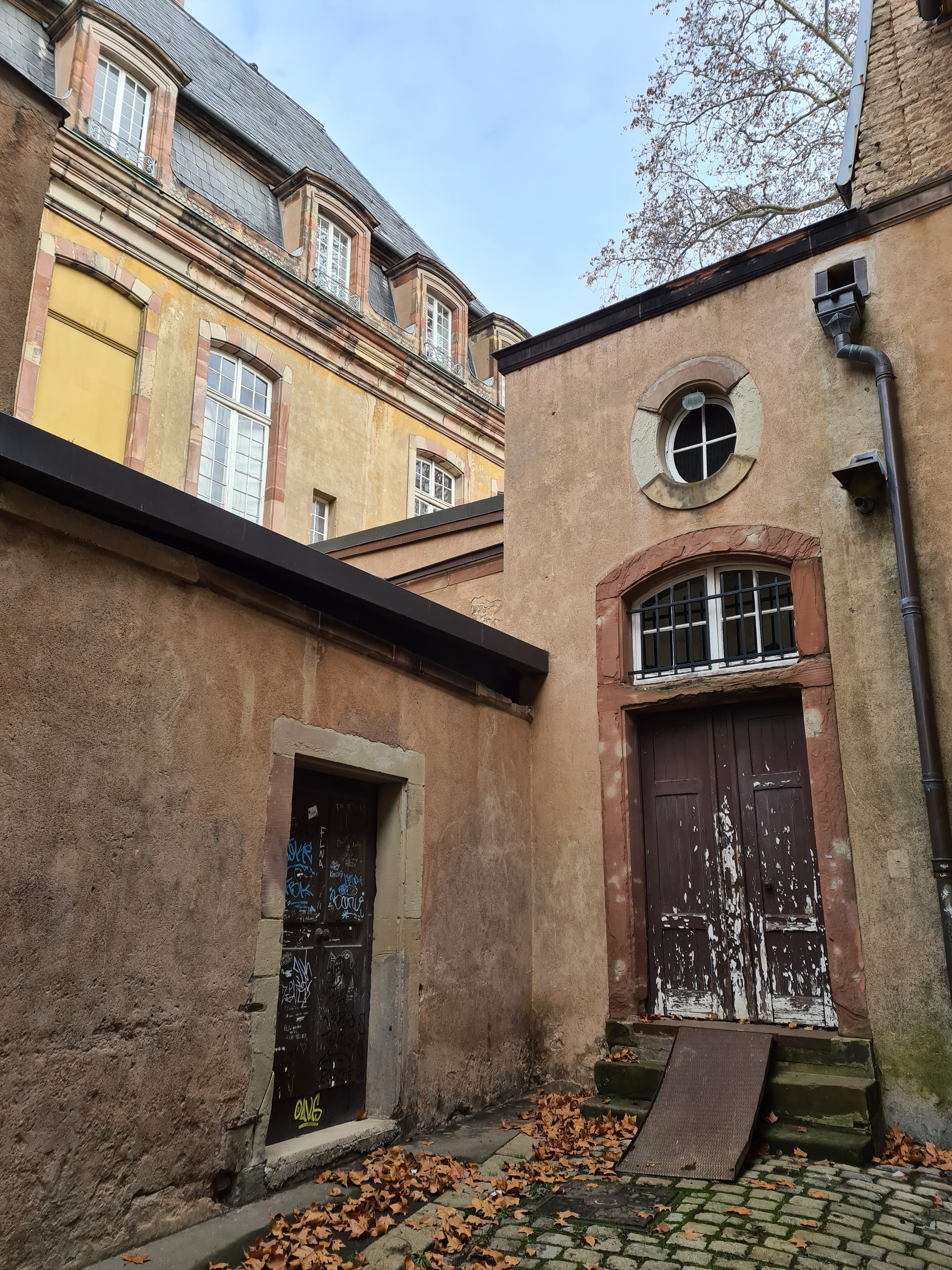
Fond de l'impasse.
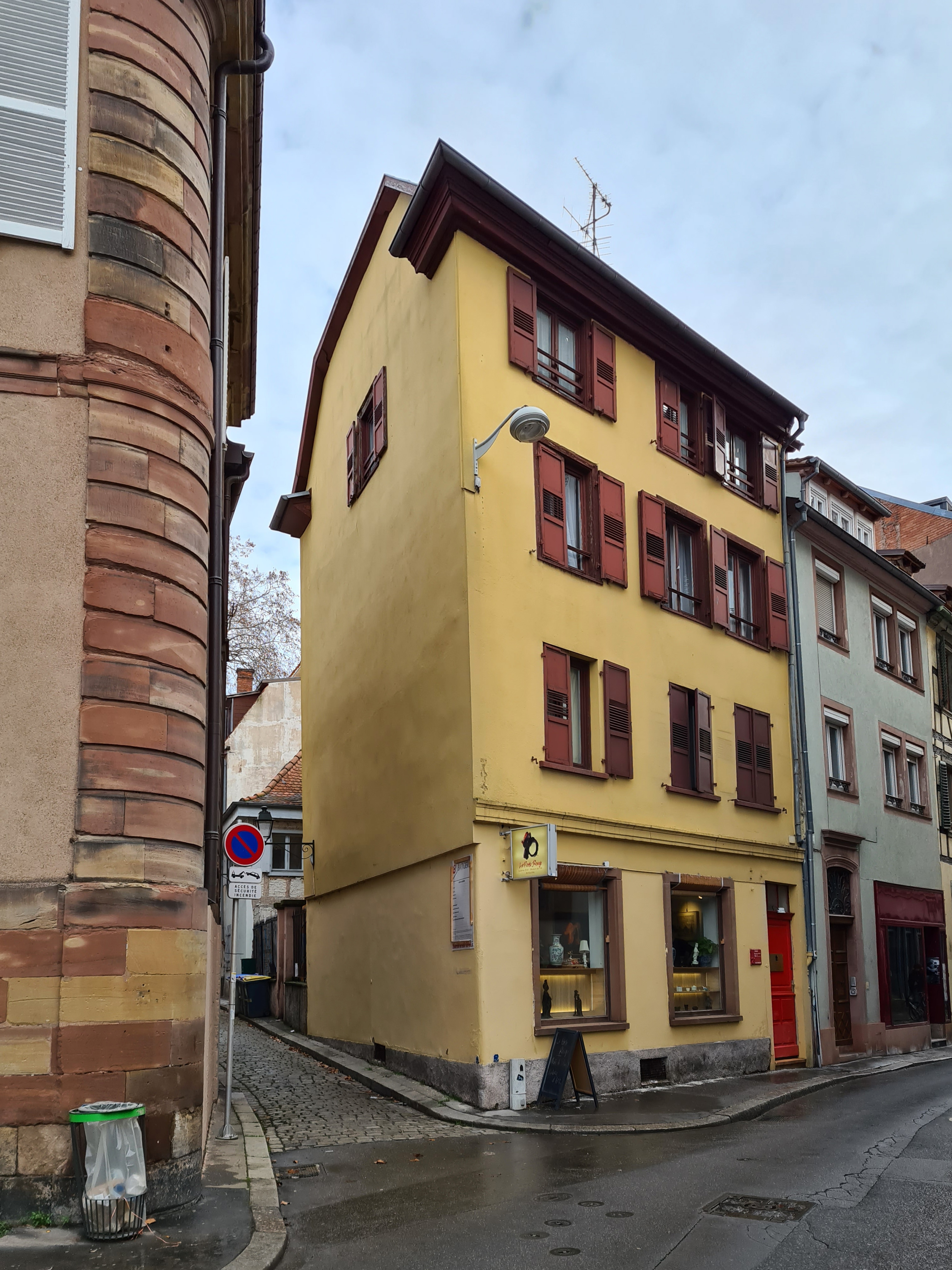
Rue Brûlée, no 21 à droite.
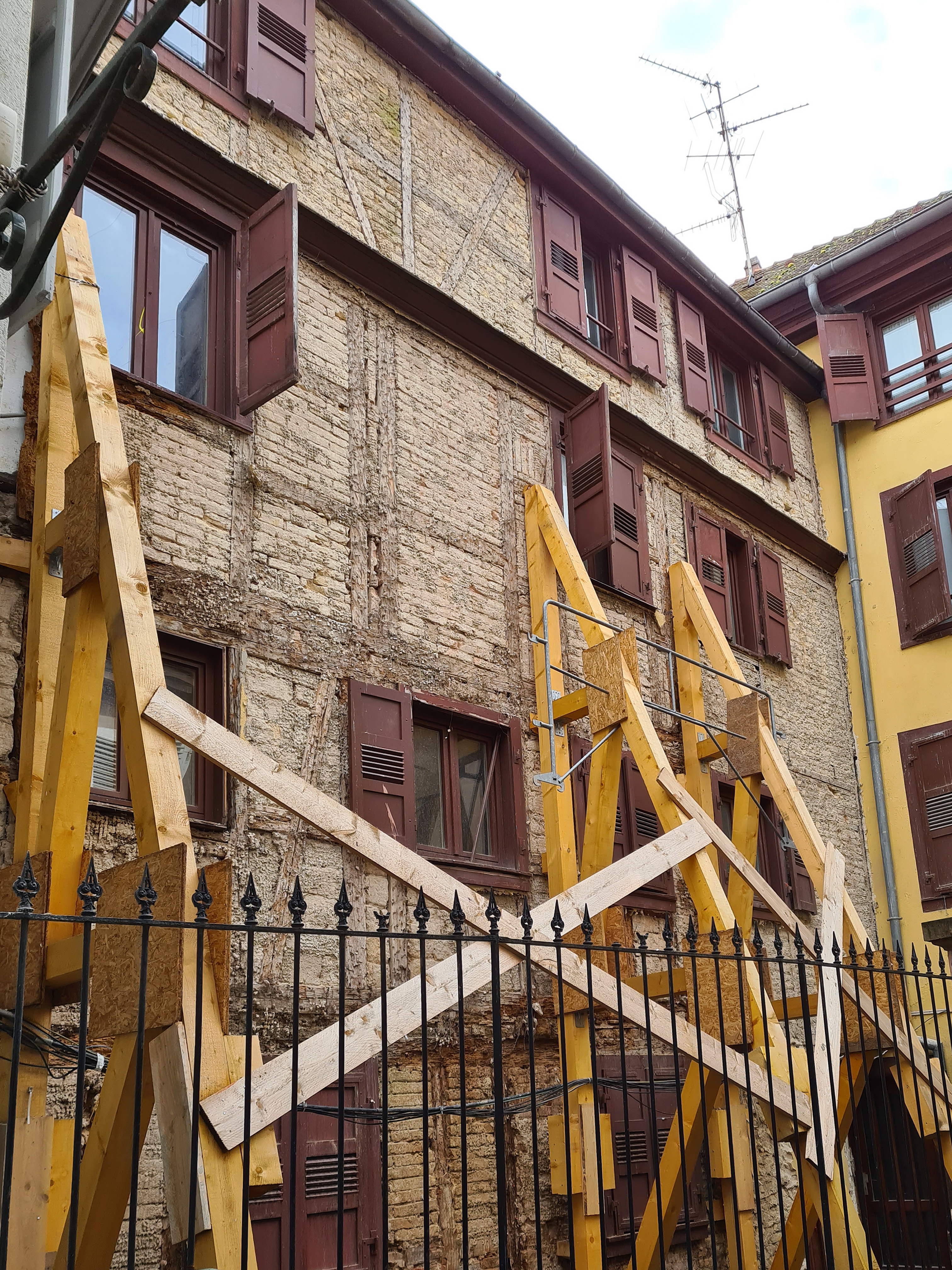
Soutènement de façade en bois.
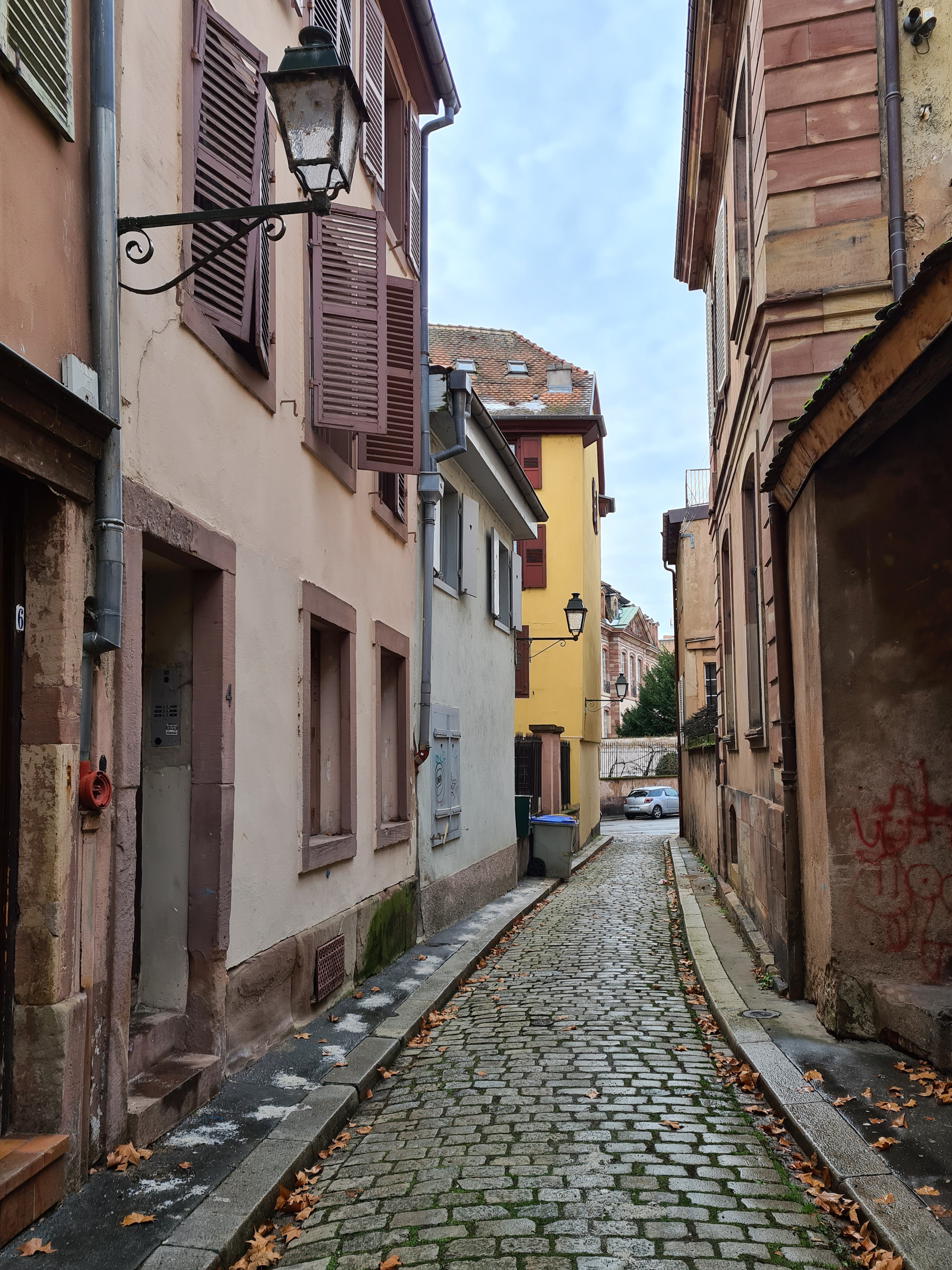
Sortie vers la rue Brûlée.

Depuis 2017, l'impasse figure dans la base de données de Film France, qui recense de potentiels lieux de tournage.